# Andrea Ross (zapaśniczka)
Andrea Ross – kanadyjska zapaśniczka. Złota medalistka mistrzostw panamerykańskich w 2010. Mistrzyni Wspólnoty Narodów w 2003 i 2007. Wygrała zawody CIS w 2007 roku. Zawodniczka University of Calgary. Zawodniczka i trenerka gimnastyki.